# Houssane
 (septembre 2020).
Si vous disposez d'ouvrages ou d'articles de référence ou si vous connaissez des sites web de qualité traitant du thème abordé ici, merci de compléter l'article en donnant les références utiles à sa vérifiabilité et en les liant à la section « Notes et références ».
Houssane (en arabe : حوسان, en anglais : Husan) est un village palestinien situé à l'ouest de Bethléem. Le village est bordé, à l'est par la ville d'Al-Khader, au nord par le village de Battir, à l'ouest par Wadi Foukine  et sa ligne verte (ligne d'armistice de 1949) et finalement au sud par le village de Nahalin.

## Toponymie
Le mot Houssane vient de al hosn qui signifie la beauté[réf. nécessaire]. Selon un autre récit, le nom du village vient du monastère, Deir Houssane, qui a été transféré à Houssane.

## Histoire
À l'époque de la domination turque, c'était l'un des villages d'Arqub, qui comptait 24 villages et appartenait également à Al-Qais. Il appartenait également à la brigade Al-Quds Al-Sharif. D'après d'anciens registres turcs, sa nomination, Houssane, date d'après 1525.
Certains tombeaux existent toujours aujourd'hui dans le Khirbat Umm al-Shaqaf depuis le troisième siècle après J.-C. et sont situés à l'est du village où se trouvent encore d'autre ruines : Umm al-Qal'a, al-Jawarish, Qadis, Hammadan et cinq autres.
Le village, à 8 km de Bethléem, est situé à une altitude de 804 mètres. La moyenne annuelle des précipitations est de 688 mm. La température moyenne atteint 16° C et l'humidité relative est d'environ 61 %. 7 252 acres ont été enregistrées pour le village dans le tabloïd turc. Ils étaient cultivés avec des arbres à céréales et fruitiers et des légumes. Ils étaient également utilisés pour faire paître le bétail. Certains d'entre eux ont été vendus aux habitants d'Al-Khader et Nahhaline dans les alliances turques et britanniques.
Houssane est caractérisé par l'abondance des sources d'eau archéologiques et par la nature des terres agricoles fertiles et montagneuses qui en ont fait une zone ciblée par l'occupation, où plus de 70 % de ses terres ont été détruites pour construire la colonie Betar Illit. La superficie originelle du village atteignait 13 000 acres alors que la population du village d'environ 7 500 habitants vit, selon les statistiques de 2009, sur une superficie de seulement 3000.

### Conflit israélo-palestinien
Israël occupe la Cisjordanie depuis 1967.
Un jeune Palestinien est tué par des soldats israéliens le 4 avril 2025 pour avoir lancé des pierres en leur direction.

## Géographie

### Lieux de cultes
Il y a trois mosquées dans le village de Houssane, la mosquée Abou Bakr al-Siddiq, la mosquée Mas'ab ibn Nusair et la chapelle Zawiya.
En ce qui concerne les lieux archéologiques dans le village, il y a le sanctuaire de Cheikh Mahmoud.

### Population
Le recensement de la population et du logement réalisé par le Bureau central de la statistique de Palestine (PCBS) en 2007 montre que la population du village de Houssane atteignait 5 551 personnes, dont 2 942 hommes et 2 609 femmes et que le nombre d'unités de logements recensés était de 195,1 unités[pas clair].
Les habitants de Houssane sont composés d’un certain nombre de grandes familles dont Hammamra, Sabatin, Shousha et Zall.

## Infrastructures

### Enseignement
Il y a cinq écoles publiques dans le village, dont deux exclusivement pour les filles et trois pour les garçons, gérées par le Ministère palestinien de l'Éducation et de l'Enseignement supérieur. Il n'y a pas d'école privée dans le village.
Le taux d'analphabétisme dans la population en 2007 était d'environ 5.3 %. Le pourcentage de femmes était de 73.4 %. 10.6 % de la population éduquée savent lire et écrire. 26.8 % ont fini l'école primaire. 39 % ont terminé leurs études préparatoires. 15.7 % ont fini le lycée et 6.8 % ont fini leurs études supérieures.

#### Santé
Il y a dans le village un centre de santé qui appartient aux comités de travail de santé. Il se compose de 4 cliniques de médecine générale, 4 cliniques de dentisterie privées, un laboratoire médical spécial, deux pharmacies et une ambulance du Croissant-Rouge palestinien. En cas d'urgence, les malades et les blessés se rendent dans les centres de santé de Bethléem comme à l'hôpital Al-Hussein et à l'association arabe de Beit-Jala. Bien qu'il existe un centre de santé dans le village, le secteur de la santé est en butte à des problèmes :
- Le centre médical existant n'est pas suffisant pour les besoins de santé des habitants.
- Une insuffisance importante de nombreux médicaments dans le centre.
- Une absence de médecins spécialisés.
- Un manque d'équipement médical.

### Autres
Le village de Houssane possède un bureau de poste. De plus, on y trouve un certain nombre d'institutions et d'associations locales qui fournissent des services dans les domaines de la culture, du sport, etc.
- L'association de développement de la jeunesse : créée en 2003 dans le but de développer les capacités et les compétences des jeunes.
- L'association charitable de Houssane : une association coopérative fondée en 2001, qui s'intéresse aux problèmes rencontrés par les étudiants.
- Le club des femmes : créé en 2003 dans le but de s'occuper de problèmes spécifiques rencontrés par les femmes.
- Le club sportif : créé en 1973, il organise les activités sportives dans le village.
- L'association agricole de Houssane : créée en 2005 dans le but de soutenir les agriculteurs et le développement agricole[3].

## Politique
Le conseil du village a été créé en 1996 pour le gérer. Il compte actuellement 10 membres nommés par l'Autorité nationale palestinienne et possède un siège permanent.

### Responsabilités
Les responsabilités du conseil de village sont les suivantes :
- Fournir de services d'infrastructures
- Ramasser les déchets, construire et paver les routes, nettoyer les rues et fournir des services sociaux
- Protéger les sites archéologiques et historiques
- Mettre en œuvre des projets et préparation des études pour le village.